# Medaille voor hulpverlening en bijstand bij crises, rampen of grootschalige incidenten
De medaille voor hulpverlening en bijstand bij crises, rampen of grootschalige incidenten is een Nederlandse ministeriële herinneringsonderscheiding voor operationele inzet.
De medaille wordt toegekend aan personen vanwege een buitengewone inzet tijdens een ramp, crisis of grootschalig incident binnen het grondgebied van het Koninkrijk der Nederlanden of, in uitzonderlijke gevallen, buiten het grondgebied van het Koninkrijk der Nederlanden onder gezag van het Koninkrijk der Nederlanden.
De medaille kan worden toegekend aan Nederlanders en aan vreemdelingen en kan postuum worden toegekend.
De medaille is gemaakt van messing en heeft een ronde vorm met een doorsnede van 35 mm. Op de voorzijde van de medaille is een afbeelding te zien van een hulpverlenende hand en de tekst: «onderscheidend in hulpverlening», op de achterzijde het rijkswapen.
De onderscheiding hangt aan een 37 mm breed lint in de kleuren rood, wit en blauw. Het lint is voorzien van 11 banen in de kleuren rood, wit en blauw. De banen op het lint zijn respectievelijk blauw, rood, wit, blauw, wit, blauw, rood, wit, blauw, wit en ten slotte blauw breed.
Het lint zoals beschreven in het instellingsbesluit is daarmee niet symmetrisch.
De medaille is uitgevoerd met een gesp die op het lint wordt bevestigd en de naam vermeldt van de crisis, ramp of locatie van het grootschalig incident waar door de gedecoreerde hulp of bijstand is verleend alsmede het jaartal van de crisis, ramp of grootschalig incident. Op het lint mogen maximaal vier gespen gelijktijdig worden gedragen.
Op de baton worden gespen met een ster weergegeven. 
De onderscheiding kan worden beschouwd als de civiele tegenhanger van de Herinneringsmedaille voor Humanitaire Hulpverlening bij Rampen, voor inzet bij crises, rampen of grootschalige incidenten binnen het Koninkrijk der Nederlanden (of daarbuiten voor zover de inzet onder gezag van het koninkrijk plaatsvindt).
Museummedaille ·
Erepenning ·
Medaille van de Maatschappij tot Redding van Drenkelingen ·
Doggersbank-medaille ·
Broeder van de Orde van de Nederlandse Leeuw ·
Antwerpsche Medaille 1832 ·
Onderscheidingsteken voor Langdurige, Eerlijke en Trouwe Dienst ·
Eremedaille voor Kunst en Wetenschap ·
Eremedaille voor Voortvarendheid en Vernuft ·
De Ruyter-medaille ·
Regeringsmedaille ·
Medaille van het Carnegie Heldenfonds ·
Medaille van Verdienste van het Nederlandse Rode Kruis ·
Medaille voor trouwe dienst van het Nederlandse Rode Kruis ·
Erkentelijkheidsmedaille 1940-1945 ·
Inhuldigingsmedaille 1948 ·
Herinneringsmedaille Luchtbescherming 1940-1945 ·
Medaille van de Noord- en Zuid-Hollandsche Redding Maatschappij ·
Zilveren Anjer · 
Cultuurfonds Onderscheiding · 
Vrijwilligersmedaille Openbare Orde en Veiligheid ·
Vaardigheidsmedaille van de Nederlandse Sport Federatie ·
Inhuldigingsmedaille 1980 ·
Herinneringsmedaille VN-Vredesoperaties ·
Herinneringsmedaille Multinationale Vredesoperaties ·
Herinneringsmedaille Internationale Missies ·
Huwelijksmedaille 2002 ·
Herinneringsmedaille Buitenlandse Bezoeken ·
Marinemedaille ·
Landmachtmedaille ·
Marechausseemedaille ·
Luchtmachtmedaille
Zie ook: Ridderorden en onderscheidingen in Nederland